# Čert

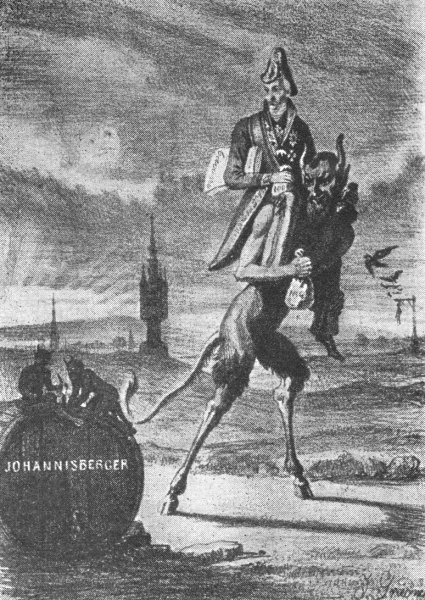
Čert odnáší Metternicha, karikatura J. Grädnera z roku 1848.

Čert je ve slovanském folklóru ďábel či jemu podobná bytost. Na rozdíl od teologických ďáblů nesou čerti i jisté rysy vycházející pravděpodobně ze slovanského archaického náboženství a nemusejí mít vždy čistě negativní charakter.
Českému čertovi doprovázejícímu svatého Mikuláše se podobá Krampus vystupující ve stejné roli v Bavorsku a Rakousku.

## Jméno
V češtině má slovo čert řadu variant a to především z důvodu tabu s ním spojovaným. Jedná se například o výrazy jako rohatý, nedobrý, čechman, čerchmant, červivec, čmert, jabl, ďas, diblík a další. Václav Machek spojoval slovo čert s bylinou čertkus luční, která je v souvislosti s čertem zmiňována v Mattioliho herbáři z 16. století. Podle Zdeňka Váni souvisí slovo čert s rytím čar a čarováním. Jeho označení může být náhradou za předkřesťanské běs, které kolem 14. století začalo ustupovat právě slovu čert a z řečtiny pocházejícímu ďábel.

## Český folklór
Podoba čerta splývá s lidovým obrazem ďábla. Jedná se o muže s rohy, drápy, ocasem a kopytem, někdy oblečeného jako myslivec v zelené vestě a červeném klobouku, jindy oblečený v černé. Může se také objevit v podobě zvířete, například kozla nebo černého psa. V českém folklóru je s čertem spojována celá řada místních pověstí, jsou známy například čertovy kameny, stopy a brázdy nebo je mu přisuzována postavení hradu, zdi či brány. Pro zahnání či zahubení čertů či ďáblů je využíván nějaký náboženský úkon: křesťanský pozdrav, náboženská píseň, modlitba, opsáním kříže hostií, případně bylina jestřábník či turan.
Mezi časté motivy o interakci člověka s čertem či ďáblem patří:
- muzikanti hrající čertům[3]
- pakt s ďáblem a případné vyvázání se z něj či zachránění upsané duše[3]
  - za upsání duše člověk získává skřítka plivníka[3]
- přivolání čerta dívkou, s kterou nikdo netančí či si ji nikdo nechce vzít, případný následný tanec a odnesení do pekla či zachráněna. Namísto čerta může v příběhu figurovat upír či vodník.[3]
- čert přichází pro křivopřísežníka, člověka klejícího, hříšníka či povzbuzuje sebevraha[3]
  - krutý pán slouží po smrti jako čertův kůň[3]
- čert může též krást lidské děti a nahrazovat je podhozenci, ačkoliv tak většinou činí divá žena[4]

## Rusko
V ruština je tato bytost nazývána дьявол ďavol „ďábel“, чёрт čort „čert“ nebo бес bes „běs“. V legendách i v pověstech vystupuje jako pokušitel poustevníků, mnichů a zbožných lidí nebo jako podněcovatel sebevrahů, které si po jejich smrti osedlá jako koně. V pohádkách naopak často vystupuje jako komická či politováníhodná postava, kterou lze snadno přelstít. Na ikonách, freskách a lubocích – lidových tiscích, mají zpravidla podobu malých bytostí s černým kožichem, křídly, rohy, ocasem, kopytem a ostrými drápy.

## Čert jako dědic původních božstev
Kromě křesťanského vlivu se v postavě čerta silně projevují předkřesťanské slovanské představy.

### V ruském prostředí
S čerty či běsy jsou ztotožňováni staří bohové jako Perun a Veles, ale také duchové míst: například čert vystupující v legendě Život svatého Eufrosina ze Pskova je jasným lešijem – lesním duchem. Objevuje se také víra v tom že duchové míst jsou druhořadí andělé kteří při svém pádu skončili na zem a usídlili se v domech, lesích, vodách a močálech. Běsi dále vystupují v Pověsti dávných let , která popisuje zvláštní bytosti v Polocku k roku 1092, pravděpodobně návi – revenanty či obdobu Divoké honby:´
| „ | Nocí býval slyšet hřmot, nářek po ulici, běsi jako lidé uhánějíce; ... když někdo vyšel z domu, aby se podíval, ihned poraněn býval od běsu neviditelně ranou (holí) a díky tomu umřel, proto se nikdo neosmělil a nevycházel z domu. Potom se běsi začali zjevovati ve dne na koních, ale nebylo jich samých viděti, ale koní jich bylo vidět jen kopyta; a takto ranívali tidi Polocké i jeho okolí. A protože si lidé vyprávěli, že to mrtví umrlci (návi) zabíjejí obyvatele Polocku. | “ |

### Čert a bůh Veles
Na představu čerta v lidovém křesťanství měl pravděpodobně největší vliv Veles, bůh podsvětí, skotu, magie a divočiny. Podobný proces proběhl u blízce příbuzného baltského Velniase, jehož jméno se stalo obecným označením ďábla. Velesovými atributy pravděpodobně byly rohy, srst a spojení s lesem, které se později přeneslo na čerta, ale také na různé lesní démony jako ruský lešij a Jols, snad i na českého divého muže a hejkala. S čertem a ďáblem také Velese spojují české literární památky z přelomu středověku a novověku, příkladem může být věta z díla Tkadleček pocházejícího z přelomu 14. a 15. století „Ký čert aneb ký veles aneb ký zmek tě proti mně zbudil?“.

## Čert v kultuře

### Čerti v divadle, filmu a televizi
- Hrátky s čertem, pohádková divadelní hra Jana Drdy 1946; film režiséra Josefa Macha podle Drdovy hry 1956
- Kam čert nemůže, filmová komedie Zdeňka Podskalského s Janou Hlaváčovou a Miroslavem Horníčkem v hlavní roli (1959)
- Dalskabáty, hříšná ves aneb Zapomenutý čert, divadelní komedie Jana Drdy o 8 obrazech – polepšený čert pomůže odhalit ďábla převlečeného za faráře (1960) a stejnojmenný televizní film natočený podle této hry z roku 1976
- S čerty nejsou žerty, filmová pohádka Hynka Bočana (1984)
- Čert ví proč, film Romana Vávry (2003)[9]
- Čertík Bertík, pohádková postavička z televizního pořadu Štěpánky Haničincové pro děti
- Čert nespí, československý povidkový hraný film z roku 1956
- Čertův švagr, televizní film z roku 1984 režisérky Vlasty Janečkové[10]
- Hrátky s čertem, česká filmová pohádka režiséra Josefa Macha z roku 1956.
- Čert a Káča, pohádka české spisovatelky Boženy Němcové
- Čertoviny , Česká filmová pohádka z roku 2018. Režiséra Zdeňka Trošky.
- Čertova nevěsta, Česká filmová pohádka z roku 2011. Režiséra Zdeňka Trošky.

### Čerti v lidové slovesnosti
- Kam čert nemůže, nastrčí ženskou. (pořekadlo)
- Čiň čertu dobře, peklem se Ti odmění! (přísloví)
- Tumáš, čerte, kropáč! (frazeologizmus)
- Berou mě všichni čerti (frazeologismus)
- Vem tě čert! Táhni k čertu! (frazeologismus)
- Je to po čertech …(nějaké – pěkné, drahé…) (frazeologismus)
- Čert ví proč (frazeologismus)
- Šijou s ní(m) všichni čerti (frazeologismus)
- To mi byl čert dlužen (frazeologismus)
- Čert kálí vždy na větší hromadu. (přísloví)
- Za každým Čechem čeká čert s měchem. (moravské přísloví)

## Petroglyfy s čerty a démony
Postavy reprezentující temné síly personifikované právě čerty, ďábly či démony jsou nacházeny také ve skalním umění (v podobě rytin na skalách, tedy petroglyfech). Mezi nimi patří k zajímavým příkladům postavy rohatých "hráčů na flétnu", které vznikly kdysi dávno (stáří je neznámé, pravděpodobně neolit až středověk) v polských Svatokřížských horách. Zajímavostí je, že v přímé asociaci s nimi se nacházejí i fosilní otisky dinosauřích stop z období rané jury. Je možné, že se jednalo o místa okultních rituálů spojených právě se stopami (tříprsté stopy bývaly někdy asociovány s kuřecím pařátem čertů v polských legendách a pověstech).